# 金子史彦
金子 史彦（かねこ ふみひこ）は、日本の文学者（ヨーロッパ語系文学）。学位は博士（文学及び批評）（ペンシルベニア州立インディアナ大学・2004年）。信州大学教育学部准教授。

## 来歴

### 生い立ち
国際基督教大学に入学し、教養学部の人文学科にて学んだ。1995年、国際基督教大学を卒業し、学士（教養）の学位を取得した。さらに、静岡県立大学の大学院に進学した。国際関係学研究科の比較文化専攻に在籍し、さらに研究を進めた。1997年、大学院の修士課程を修了し、修士（比較文化）の学位を取得した。その後、アメリカ合衆国に渡航し、ペンシルベニア州立インディアナ大学の大学院にて学ぶ。1999年、文芸・言語研究科の修士課程を修了し、修士（英語英米文学）の学位を取得した。2004年には、同大学の大学院にて、文芸・言語研究科の博士課程を修了し、博士（文学及び批評）の学位を取得した。

### 学究活動
ペンシルベニア州立インディアナ大学にて博士号を取得した2004年には、母校である静岡県立大学にて、食品栄養科学部や経営情報学部の講師を非常勤で務めた。また、同年には、金城学院大学の言語センターや文学部において、同じく講師を非常勤で務めていた。
2005年、信州大学に採用され、教育学部の助教授として着任した。2007年、学校教育法の一部を改正する法律の施行に基づき准教授の職位が創設されると、信州大学の教育学部にて准教授に就任した。そのほか、2006年には長野赤十字看護専門学校の講師を、2009年には長野看護専門学校の講師を、それぞれ非常勤で兼任していた。

## 研究
文学の中でもヨーロッパ語系文学を研究しており、特に英米文学や近現代の小説を中心にアプローチしている。英米文学においての、自然科学と神秘主義の扱われ方についての研究を行っている。また、同じく英米文学においての、生物と機械とを対比させた研究を行っており、特にサイバネティックスなどを題材に取り上げている。

## 略歴
- 1991年 - 国際基督教大学教養学部入学。ELP プログラムA。セクションG所属。
- 1995年 - 国際基督教大学教養学部卒業。
- 1997年 - 静岡県立大学大学院国際関係学研究科修士課程修了。
- 1999年 - ペンシルベニア州立インディアナ大学大学院文芸・言語研究科修士課程修了。
- 2004年 - ペンシルベニア州立インディアナ大学大学院文芸・言語研究科博士課程修了。
- 2004年 - 静岡県立大学食品栄養科学部講師。
- 2004年 - 静岡県立大学経営情報学部講師。
- 2004年 - 金城学院大学言語センター講師。
- 2004年 - 金城学院大学文学部講師。
- 2005年 - 信州大学教育学部助教授。
- 2006年 - 長野赤十字看護専門学校講師。
- 2009年 - 長野看護専門学校講師。